# Балдицын, Василий Вячеславович
Васи́лий Вячесла́вович Балди́цын (родился 11 февраля 1960 года в городе Краснодаре) – российский журналист и политик. Вице-губернатор Ставрополья (2008-2012 годы), секретарь Союза журналистов РФ (2013-2017 годы), председатель Союза журналистов Ставрополья (2008 – 2021 годы). Главный редактор крупнейшей краевой газеты «Ставропольская правда»(1998-2008 гг., 2016-2018гг.)

## Детство
Василий Балдицын родился в Краснодаре в семье инженеров камвольно-суконного комбината, куда те приехали по распределению по окончании Московского текстильного института. Отец Вячеслав Павлович рано ушел из жизни (1969 год), и троих детей воспитала мать Анна Васильевна.

## Образование, образовательная и научная деятельность
Окончил в 1982 году физический факультет Московского государственного университета им. М.В.Ломоносова. В 1997 году — Ставропольский государственный технический университет по специальности экономист, а в 2000 году – Кисловодский институт экономики и права по специальности юрист.

Кандидат юридических наук, доцент, профессор Северо-Кавказского федерального университета.

## Журналистская деятельность
С 1982 года корреспондент краснодарской газеты  «Комсомолец Кубани». С мая 1987 года работал в газетах Ставропольского края «Молодой ленинец» и «Ставропольская правда» заведующим отделом, ответственным секретарём, заместителем редактора.
С марта 1997 года —  первый заместитель главного редактора одной из старейших газет ставропольского края «Ставропольская правда», ведущей свою историю от газеты «Заря свободы», которая начала издаваться в 1917 году. Через год стал главным редактором издания. В этой должности проработал почти 10 лет.    
С мая 2012 года — шеф-редактор газет «Ставропольская правда» и «Ставропольский бизнес».
С февраля 2013 года — политический обозреватель ТК «26 регион»
С 2013 по 2014 год — публицист в проекте «ТАСС аналитика» Центра политического анализа.
С 2013 по 2018 год — ведущий авторского проекта «Закавычки» на ТК «26 регион».
С 2014 года главный редактор журнала «Известные люди России».
В октябре 2016 года вновь занял пост главного редактора «Ставропольской правды», совмещая его с должностью генерального директора АНО «Издательский дом «Ставропольская правда», где проработал до сентября 2018 года. Уволен в связи с переходом в Правительство Ставропольского края. 

## Общественная деятельность
С 2000 года — член президиума Ставропольского краевого отделения «Союза журналистов России».
С 2008 года — председатель Ставропольского отделения «Союза журналистов России». В 2013 и 2018 годах также избирался  председателем «Союза журналистов Ставрополья». В 2021 сложил полномочия.
В 2009-2012 годах - президент Олимпийского совета Ставропольского края.
В мае 2013 года был избран секретарем «Союза журналистов России».
С октября 2022 года - член Союза кинематографистов России, заместитель председателя его Ставропольского отделения.

## Политическая деятельность
С 1991 по 2011 год —вице-президент Конгресса деловых кругов Ставрополья, регионального отделения Российского союза промышленников и предпринимателей (РСПП), председатель краевого отделения Всероссийского союза "Обновление".
В марте 1995 года назначен экономическим советником председателя Государственной Думы Ставропольского края.
С июня 2008 года по май 2012 года — работал заместителем председателя правительства Ставропольского края. 
С сентября 2018 года по сентябрь 2022 года референт губернатора Ставропольского края.

## Награды и достижения
- Лауреат журналистской премии «Золотое перо Кубани» (1986 год)
- Победитель Ставропольского краевого творческого конкурса имени Германа Лопатина  (1999, 2004, 2007[16], 2013[17], 2016, 2021 годы)
- Лауреат Национальной премии им. Петра Великого (2000 год)
- Победитель Всероссийского конкурса «Золотой гонг»[18] (2001 год)
- Обладатель почетных знаков Союза журналистов России «Честь. Достоинство. Профессионализм», «За заслуги перед профессиональным обществом»
- Лауреат премии Правительства РФ в области печатных СМИ[19] (2007 год)
- Медаль «За заслуги в проведении Всероссийской переписи населения» (2002 год)
- Медаль «За доблестный труд» (2012г.).

## Семья
- Брат Павел Вячеславович  Балдицын – доктор филологических наук, профессор, заведующий кафедрой медиа-лингвистики факультета журналистики МГУ[20].
- Сестра Елена Вячеславовна Сарычева, пенсионер.
- Жена Елена Ивановна Балдицына – доктор философских наук, профессор[21].
- Сыновья Даниил, инженер коммуникационных технологий, Дмитрий, дизайнер, Никита, IT-специалист.